# Шабаш Нью-Форест
Шабаш Нью-Форест, або Ковен Нью-Форест — мнима група відьом, які збиралися в районі Нью-Форест на півдні Англії на початку 20 століття. Згідно з його власними твердженнями, у вересні 1939 року британський окультист на ім’я Джеральд Ґарднер був посвячений у шабаш і згодом використав його вірування та практики як основу, на якій він сформував традицію Ґарднеріанської Вікки. Ґарднер описав деякі зі своїх переживань із ковеном у своїх книгах «Відьмарство сьогодні» (Witchcraft Today) (1954) та «Значення відьмарства» (The Meaning of Witchcraft) (1959), хоча в цілому мало що розповів про це, сказавши, що він поважає приватне життя сленів ковену. Тим часом інший окультист, Луїс Вілкінсон, підтвердив твердження Ґарднера, заявивши в інтерв’ю письменнику Френсісу X. Кінґу, що він теж зустрічався з ковеном, і розширив ту інформацію, яку про них надав Ґарднер. За словами Ґарднера, віра, якої вони дотримувалися, була продовженням культу відьом, дохристиянської релігії, яка виникла в язичництві стародавньої Західної Європи. Це відповідало широко поширеним теоріям, які тоді поширювали антрополог Маргарет Мюррей та її прихильники.
У міру розвитку Вікки в останні десятиліття двадцятого століття деякі діячі, які досліджували її походження, такі як Ейдан Келлі, а пізніше Лео Руікбі, дійшли висновку, що шабаш Нью-Форест був вигаданим винахідом Ґарднера, щоб забезпечити історичну основу для його віри. Історик Рональд Гаттон прийняв це як можливість, хоча визнав, що це не «неймовірно», що шабаш дійсно існував. Пізніше дослідження Філіпа Гесельтона, опубліковане на початку двадцять першого століття, показало, що існує багато доказів існування шабашу практикуючих, членами якого він назвав Дороті Клаттербак, Едіт Вудфорд-Граймс, Ернеста Мейсона, Сьюзі Мейсон, Розамунд Сабін. і Кетрін Олдмідоу.